# Noctileptura seriata
Noctileptura seriata är en skalbaggsart som beskrevs av Chemsak och Linsley 1984. Noctileptura seriata ingår i släktet Noctileptura och familjen långhorningar.
Artens utbredningsområde är:
- Guatemala.
- Honduras.

Inga underarter finns listade i Catalogue of Life.